# Carlos Pérez Rial
Carlos Pérez Rial (Cangas, 12 aprile 1979) è un canoista spagnolo, vincitore della medaglia d'oro nel K2 500 m ai Giochi olimpici di Pechino 2008, in coppia con Saúl Craviotto.

## Palmarès
- Olimpiadi

Pechino 2008: oro nel K2 500 m.
- Mondiali

2003 - Gainesville: argento nel K1 500 m.
2005 - Zagabria: oro nel K1 200 m.
2006 - Seghedino: argento nel K1 200 m.
2009 - Dartmouth: oro nel K1 4x200 m e argento nel K2 200 m.
2010 - Poznań: oro nella staffetta K1 4x200 m e argento nel K2 200 m.
2011 - Seghedino: oro nella staffetta K1 4x200 m.
- Campionati europei di canoa/kayak sprint

Poznań 2004: bronzo nel K1 500m.
Poznań 2005: oro nel K1 200m.
Račice 2006: argento nel K1 200m.
Milano 2008: argento nel K2 500m.
Brandeburgo 2009: oro nel K2 200m.
Trasona 2010: argento nel K2 200m e K2 500m.
- Giochi del Mediterraneo

Almería 2005: argento nel K1 500 m.
Pescara 2009: oro nel K2 500 m.